# Susanna Tamaro
Susanna Tamaro (Trieste, 12 de diciembre de 1957) es una novelista italiana que también ha ejercido de documentalista científica y como asistente de directores de cine

## Biografía
Estudió cinematografía en Roma y realizó diversos documentales para la RAI.
Susanna comenzó su carrera en el año 1989 con la novela La cabeza en las nubes, ganadora del premio Elsa Morante. Más tarde, en 1991, lanza su segundo trabajo, un libro de relatos titulado Para una voz sola, que la dio a conocer a un público más internacional al ser traducido a diversos idiomas y ser premiada por el PEN Club Internacional. En 1992 lanza su primer libro de cuentos para niños Cuore di ciccia (Corazón de Ciccia), al que le seguirán en años posteriores El círculo mágico (1994), Tobías y el ángel (1998) y Papirofobia (2000).
En el año 1994 aparece Donde el corazón te lleve (Va' dove ti porta il cuore) , conocida internacionalmente y traducida a más de 35 idiomas, aparte de ser llevada al cine en el año 1996 bajo la dirección de Cristina Comencini. En España, esta obra vendió más de un millón de ejemplares, lo cual le brindó un camino de éxitos internacionales.
Anima mundi (1997), su siguiente obra, también logró conquistar los elogios del público y de la crítica internacional. A esta novela hay que añadir otros libros, como la recopilación de artículos Querida Mathilda (1998) o el ensayo El misterio y lo desconocido (1999).
En el año 2001 vuelve a cultivar la narrativa de ficción con el libro de relatos Respóndeme (Respondimi), que obtiene gran repercusión, al igual que Más fuego, más viento (2002), Fuera (2003) y Cada palabra es una semilla, recopilación de varios ensayos de la autora, que se publica en el año 2005.
Escucha mi voz aparece en el año 2007 y se convierte en un fenómeno editorial. Se trata de la segunda parte de su exitosa novela Donde el corazón te lleve.

## Obra
- La cabeza en las nubes (La testa tra le nuvole, 1989)
- Para una voz sola (Per voce sola, 1991)
- Corazón de Ciccia (Cuore di ciccia, 1992)
- El círculo mágico (Il cerchio magico, 1994)
- Donde el corazón te lleve (Va' dove ti porta il cuore, 1994)
- Anima Mundi (Anima Mundi, 1997)
- Querida Mathilda. Carta a una amiga (Cara Mathilda. Lettere a un'amica, 1997)
- Tobías y el ángel (Tobia e l'angelo, 1998
- El misterio y lo desconocido (Verso casa, 1999)
- Papirofobia, 2000
- Respóndeme (Respondimi, 2001)
- Más fuego, más viento (Più fuoco più vento, 2002)
- Fuera (Fuori, 2003)
- Cada palabra es una semilla (Ogni parola é un seme, 2005)
- Escucha mi voz (Ascolta la mia voce, 2007)
- Luisito (Luisito. Una storia d'amore, 2008)
- Il grande albero, 2009
- Para siempre (Per sempre, 2011), Seix Barral, Barcelona, 2012
- L' isola che c'è. Il nostro tempo, l'Italia, i nostri figli, 2011
- Ogni angelo è tremendo,2013
- Via Crucis. Meditazioni e preghiere, 2013(E-book)
- Un'infanzia: adattamento teatrale di Adriano Evangelisti, VandA, 2013(E-book)
- Sulle orme di San Francesco, VandA, 2014(E-book)
- Illmitz, Bompiani, 2014
- Salta Bart!, Giunti Junior, 2014
- Un cuore pensante, Bompiani, 2015
- Una grande storia d'amore, 2020

## Premios
- Premio Elsa Morante por "La cabeza en las nubes" (1990)
- PEN club internacional por "Para una voz sola" (1991)
- Dante de Oro honorífico de A.L. "Bocconi d'Inchiostro" - Universidad Bocconi por toda su trayectoria profesional (2013)